# The Brave
The Brave es una película dirigida, producida y escrita por Johnny Depp, que trata de la desesperación que nace de la miseria, y cuenta con una aparición especial de un Marlon Brando ya muy mayor. La cinta participó en la selección oficial del Festival de Cannes de 1997.

## Argumento
Raphael (Johnny Depp) es un hombre joven con su esposa, Rita, y dos niños, Frankie y Martha, de unos dieciséis años, respectivamente. Todos viven en Morgandown, un pueblecito de chabolas en un vertedero, en la más absoluta miseria. Raphael ha estado muchas veces en la cárcel, y bebe mucho alcohol, pero quiere mucho a Rita y a los niños, y un día, cuando una gran empresa estatal compra las tierras del vertedero y decide demoler el poblacho, él decide que hará lo que sea para sacar a sus hijos y a su mujer del pueblo y de la miseria. Durante una conversación casual en un bar, se entera de que un tipo está ofreciendo alguna clase de trabajo misterioso a gente desesperada, en la ruina y con antecedentes, y que les da mucho dinero y luego, un día, ya no se sabe nada más de ellos. Raphael decide que cumple todas las características y va al almacén donde se ofrece el trabajo. Allí, tras tomarle el nombre y hacerle algunas preguntas, le introducen detrás de una pared por medio de un panel secreto y le bajan en un montacargas a un sótano donde un anciano en silla de ruedas (Marlon Brando) le dice que desea ver y retratar a alguien muriendo de forma muy dolorosa antes de morir él mismo para una snuff movie, porque lo compara con las parturientas: la cara perlada de sudor, contorsionada de dolor y angustia, pero con destellos de felicidad en la mirada. Ellas, normalmente porque lo han deseado, y él, que es el candidato perfecto, porque lo hace por alguien muy importante para él. Le da cincuenta mil dólares y le dice que le pagará más cuando vuelva, más cuanto más tiempo resista el dolor, pues el trabajo consiste en dejarse torturar y asesinar. Raphael acepta, coge el dinero y se va.